# Santa Barbara (Iloilo)
Santa Barbara ist eine philippinische Stadtgemeinde in der Provinz Iloilo.

## Baranggays
Santa Barbara ist politisch in 60 Baranggays unterteilt.
| - Agusipan - Agutayan - Bagumbayan - Balabag - Balibagan Este - Balibagan Oeste - Ban-ag - Bantay - Barangay Zone I (Pob.) - Barangay Zone II (Pob.) - Barangay Zone III (Pob.) - Barangay Zone IV (Pob.) - Barangay Zone V (Pob.) - Barasan Este - Barasan Oeste - Binangkilan - Bitaog-Taytay - Bolong Este - Bolong Oeste - Buayahon | - Buyo - Cabugao Norte - Cabugao Sur - Cadagmayan Norte - Cadagmayan Sur - Cafe - Calaboa Este - Calaboa Oeste - Camambugan - Canipayan - Conaynay - Daga - Dalid - Duyanduyan - Gen. Martin T. Delgado - Guno - Inangayan - Jibao-an - Lacadon - Lanag | - Lupa - Magancina - Malawog - Mambuyo - Manhayang - Miraga-Guibuangan - Nasugban - Omambog - Pal-Agon - Pungsod - San Sebastian - Sangcate - Tagsing - Talanghauan - Talongadian - Tigtig - Tungay - Tuburan - Tugas - Barangay Zone VI (Pob.) |